# Oumovo
Oumovo (en macédonien Умово) est un village du nord de la Macédoine du Nord, situé dans la municipalité de Stoudenitchani. Le village ne comptait aucun habitant en 2002.